# Суйфыньхэ (посёлок)
Суйфыньхэ́ (Пограни́чная) (кит. упр. 绥芬河镇, пиньинь Suifēnhé zhèn, палл. Суйфэньхэ чжэнь) — посёлок, административный центр города уездного значения Суйфыньхэ, входящего в город окружного значения Муданьцзян провинции Хэйлунцзян (КНР). Название посёлок получил от реки Суйфыньхэ (на территории России — Раздольная).

## История
После строительства Китайско-Восточной железной дороги в этих местах с 1903 года находилась «5-я станция». Постепенно станция обрастала жилой застройкой, и в 1923 году здесь уже были созданы органы местной администрации. В июне 1973 года из района Суйфыньхэ округа Муданьцзян был официально образован посёлок Суйфыньхэ. 15 августа 1975 года посёлок Суйфыньхэ был преобразован в городской уезд. 28 января 1996 года из бывшего уличного комитета городского уезда Суйфыньхэ был вновь создан посёлок Суйфыньхэ, подчинённый городскому уезду.

## География
Посёлок расположен на восточном склоне хребта Чанбайшань.

## Административное деление
Посёлок Суйфыньхэ делится на 2 деревенских комитета и 12 общинных комитетов.

## Население
В 2004 году в посёлке Суйфыньхэ имелось 40 661 человек постоянного населения, и 13 966 приезжего; из них 54 627 — жители урбанизированной части, 447 — жители сельской местности.

## Экономика и инфраструктура

### Транспорт
Посёлок является важным транспортным узлом. В посёлке существует авто и железнодорожный вокзал. Из посёлка на автобусе можно добраться до Харбина, Владивостока и Уссурийска, Хабаровска, Бикина, Комсомольска-на-Амуре, Лесозаводска (через города Мишань, Дунин). Железнодорожный транспорт связывает Суйфыньхэ с крупными городами северо-востока Китая, до станции Гродеково I (пос. Пограничный) по совмещённой железнодорожной колее ходят «челночные» поезда как российские, так и китайские. Через станцию Муданьцзян данный отрезок пути соединяется с железнодорожной линией «Север-Юг» (Цзямусы — Далянь), по которой курсирует скорый поезд.
Конечный пункт китайской автомагистрали общенационального значения Годао 301.
Передвижение по населённому пункту осуществляется главным образом на такси, также курсирует большое количество микроавтобусов в направлении посёлка Фунин, которые в основном используются китайцами (на такси преимущественно ездят русские туристы). Поездка на такси в любую часть посёлка, независимо от количества пассажиров, стоит 6 юаней, на автобусе — 1 юань. Много автомоторикш, поездка на которых стоит не дороже 3—5 юаней в одну сторону.
Планируется строительство аэропорта рядом с посёлком.

### Общественные учреждения
В посёлке располагаются:
- Народное правительство и партийный комитет городского уезда Суйфыньхэ
- Правительство посёлка Суйфыньхэ
- Таможня
- Налоговое управление
- Многочисленные управления: торговли, земляное, финансовое, аудиторское, лесами, автоперехода
- Милиция и управление общественной безопасности

Представлены отделения основных банков Китая:
- Банк Китая
- Торгово-промышленный банк
- Аграрный банк

### Образование
В посёлке существует несколько средне-специальных учебных заведений, направленных на подготовку кадров для обслуживания туристов.

### Промышленность
До 2005 года промышленность в посёлке носила локальный характер и была связана либо с первичной переработкой сырья поступающего в Китай из России, либо для удовлетворения туристических потребностей посёлка. В настоящее время сложилась новая инфраструктура по переработке поступающих сюда лесоматериалов (более 100 предприятий), предприятия по глубокой переработке отходов лесообрабатывающих предприятий (производство древесного угля из прессованных опилок, мебели и клеевой посуды из берёзы, швейные производства по изготовлению одежды, шуб из шкурок выращиваемых здесь норок, переработке и фасовке кальмаров, кондитерское производство быстрозамороженных изделий, производство сувениров. Сложился комплекс транспортно-логистических услуг: прием и упаковка товаров, следующих из южных и центральных районов КНР в Москву и в центр РФ, их складирование, прессование и подготовка к перевозке через таможенные границы КНР и РФ, прием большегрузного автотранспорта на отстой, специальное гостиничное обслуживание транспортников. Построены современные автомобильный пассажирский и грузовой автопереходы, обслуживающие до 200 автомобилей в сутки (грузовые машины) и до 40 автобусов с пассажирами.
С 2005 года промышленность и экономика посёлка перестраивается в соответствии с государственной программой КНР по развитию северо-востока государства. На базе посёлка создаются зоны экономического развития и трансграничного сотрудничества.

### Туризм
Главной составляющей туристической деятельности Суйфыньхэ является поток российских туристов, приезжающих в посёлок в шоп-туры. В последнее время стала развиваться сфера услуг отдыха и развлечений, которая приобретает популярность из-за своей крайней дешевизны.
Местное телевидение ежедневно вещает на русском языке для гостей посёлка и китайских студентов.
Территория активной торговли и нахождения российских туристов ограничена несколькими кварталами вокруг центральной площади. Административные, общественные и жилые здания располагаются в другой части посёлка.
Российские граждане имеют право на безвизовое посещение посёлка, сроком на 15 дней.

## Достопримечательности
- Буддийский храм Гуаньинь
- Музей Суйфыньхэ
- Центральная площадь
- Парк Бэйхай
- Никольская церковь (ныне в ведении лютеранской общины)
- Площадь Железнодорожного вокзала
- Международный торгово-туристический комплекс